# Ibrahima Sonko
Pour les articles homonymes, voir Sonko.
Ibrahima Sonko est un joueur de football né le 22 janvier 1981 à Bignona en Casamance (Sénégal). Il jouait au poste de défenseur.

## Biographie
Ibrahima Sonko naît au Sénégal, mais il arrive en France dès l'âge de 6 mois.
Il commence le football à l'Olympique Noisy-le-Sec, en région parisienne, avant de partir, à 16 ans, pour l'ASSE. 
Il part ensuite au Grenoble Foot 38 où l'entraîneur de l'époque, Alain Michel, ne lui fait pas confiance car il désire faire jouer des joueurs d'expérience.
En 2002, il franchit la Manche pour Brentford, club de 4e division. Il part ensuite à Reading en Championship où il a beaucoup contribué à la montée en Premier League en 2006.
Malgré les appels du pied de la sélection sénégalaise il refuse de participer à la CAN 2006 alors qu'il a pourtant joué en équipe du Sénégal moins de 23 ans. Il attend encore pour se prononcer pour l'équipe de France ou du Sénégal. 
Le 11 décembre 2006, il signe une prolongation de contrat avec son club de Reading jusqu'à l'été 2010. Cependant il signe le 29 août 2008 à Stoke City. Après une saison 2008-2009 mitigée, il rejoint en prêt le club de Hull City en septembre 2009 puis Portsmouth lors de la saison 2010-2011.
Laissé libre à l'issue de la saison, il signe en août 2011 un contrat d'un an en faveur d'Ipswich Town.
Après une saison en demi-teinte, il décide de signer en Turquie pour le club d'Akhisar Belediyespor, promu en  première division.
En août 2015 il met fin à sa carrière.

## Palmarès
- Élu joueur de l'année de Championship (D2) en 2005
- Champion d'Angleterre de D2 en 2006 avec Reading
- Champion de National en 2001 avec Grenoble